# Зелений Гай (Кальміуський район)
Зеле́ний Гай — село в Україні, у Бойківській громаді Кальміуського району Донецької області. Населення становить 118 осіб.

## Загальні відомості
Розташоване на березі балки Гірка. Відстань до райцентру становить близько 26 км і проходить переважно автошляхом місцевого значення. Село розташоване на межі з Матвієво-Курганським районом Ростовської області Російської Федерації.
Перебуває на території, яка тимчасово окупована російськими терористичними військами.

## Історія
З кінця 1934 року село входило до складу новоутвореного Остгеймського району, який 1935 року перейменували у Тельманівський на честь лідера німецьких комуністів Ернста Тельмана. У 2016 році в рамках декомунізації в Україні адміністративна одиниця, до якої належало село, перейменована рішенням Верховної Ради України у Бойківський район. 2020 року у процесі адміністративно-територіальної реформи Бойківський район увійшов до складу Кальміуського району.

## Населення
За даними перепису 2001 року населення села становило 118 осіб, із них 88,98% зазначили рідною мову українську та 11,02% — російську.